# Dröswein
Dröswein ist der östlichste Stadtteil von Schleiz im Saale-Orla-Kreis in Thüringen. Am 1. August 1965 vereinigten sich Langenbuch und Dröswein zur Gemeinde Langenbuch-Dröswein, welche 1979 in Langenbuch umbenannt und am 8. März 1994 nach Schleiz eingemeindet wurde. Dröswein und Langenbuch (ohne Waldhäuser und Bahnhof) gehörten bis 1952 zu Sachsen. Im Gegensatz zu den Nachbarorten Mühltroff, Thierbach und Langenbach kamen sie am 1. April 1992 nicht zurück zu Sachsen, sondern verblieben beim Freistaat Thüringen.

## Geographie

### Geographische Lage und Verkehr
Dröswein ist ein Straßendorf mit einer Gelängeflur. Der Ort liegt östlich der Stadt Schleiz nahe der Landesgrenze zu Sachsen etwas abseits der Bundesstraße 94. Die Gemarkung des Dorfes ist von Wald umgeben. Sie wird im Süden vom Kesselbach begrenzt, welcher gleichzeitig die Landesgrenze zu Sachsen bildet. Dröswein liegt seit 1952 im thüringischen Teil des Vogtlands, davor hatte der Ort zum sächsischen Teil gehört.
Mit der Linie 132 des Verkehrsunternehmens KomBus hat Dröswein Anschluss an die Kernstadt Schleiz sowie an die Stadt Zeulenroda.

### Nachbarorte
| Kirschkau  | Weckersdorf                                 | Leitlitz  |
| Lössau     | Kompassrose, die auf Nachbargemeinden zeigt |           |
| Langenbuch |                                             | Thierbach |

### Geologie
Geologisch befindet sich die Gemarkung des Ortes im Südostthüringer Schiefergebirge (Naturraum Vogtland). Diese Böden sind durch den hohen Feinerdeanteil und den hohen Humusgehalt sehr ertragreich und -sicher.

## Geschichte
Die urkundliche Ersterwähnung des Ortes fand 1378 als Drosebeyn et Hadersak statt. Bezüglich der Grundherrschaft unterstand Dröswein bis ins 19. Jahrhundert dem Rittergut Mühltroff. Als Teil der Herrschaft Mühltroff gehörte das Dorf bis 1856 zum kursächsischen bzw. königlich-sächsischen Amt Plauen. Im Jahr 1856 wurde der Ort dem Gerichtsamt Pausa und 1875 der Amtshauptmannschaft Plauen angegliedert.
Durch die zweite Kreisreform in der DDR wurde das bisher sächsische Dorf Dröswein gemeinsam mit seinen Nachbarorten Langenbuch, Mühltroff, Thierbach und Langenbach im Jahr 1952 dem Kreis Schleiz im Bezirk Gera angegliedert. Die einstige Zugehörigkeit zu Sachsen blieb bezüglich der kirchlichen Verwaltung bis heute erhalten. Die Kirchgemeinde Langenbuch mit der Siedlung Waldhäuser und dem Nachbarort Dröswein gehört als Teil der Ev.-Luth. Kirchgemeinde Thierbach-Ranspach-Langenbuch zum Kirchenbezirk Vogtland der Evangelisch-Lutherischen Landeskirche Sachsens. Am 1. August 1968 vereinigten sich die Gemeinden Langenbuch und Dröswein zur Gemeinde Langenbuch-Dröswein, die im Jahr 1979 in Langenbuch umbenannt wurde.
Die Gemeinde Langenbuch mit ihrem Ortsteil Dröswein kam im Jahr 1990 zum thüringischen Landkreis Schleiz. Im Gegensatz zu den Nachbarorten Mühltroff, Langenbach und Thierbach, die auf Grundlage des Staatsvertrages zwischen Thüringen und Sachsen am 1. April 1992 zum sächsischen Landkreis Plauen wechselten, verblieben Langenbuch und Dröswein beim thüringischen Landkreis Schleiz, obwohl die beiden Orte aufgrund ihrer früheren Zugehörigkeit zu Sachsen auch eine Möglichkeit zur Rückkehr nach Sachsen gehabt hätten.
Am 8. März 1994 erfolgte die Eingemeindung von Langenbuch mit Dröswein nach Schleiz. Als Ortsteil der Stadt Schleiz kam Dröswein kurze Zeit darauf im Rahmen der Kreisreform Thüringen am 1. Juli 1994 zum neu gegründeten Saale-Orla-Kreis.